# Nižná Pisaná
Nižná Pisaná é um município da Eslováquia, situado no distrito de Svidník, na região de Prešov. Tem 7,38 km² de área e sua população em 2018 foi estimada em 81 habitantes.

## Demografia
| Ano:        | 1994 | 2004    | 2014 | 2024    |
| ----------- | ---- | ------- | ---- | ------- |
| Broj ljudi: | 88   | 100     | 86   | 75      |
| Razlika:    |      | +13,63% | -14% | -12,79% |

| Ano:               | 2023 | 2024   |
| ------------------ | ---- | ------ |
| Número de pessoas: | 78   | 75     |
| Diferença:         |      | -3,84% |